# Amiota mariae
Amiota mariae (лат.) — вид мелких плодовых мушек рода Amiota из подсемейства Steganinae (Drosophilidae, Diptera). Встречаются в Северной Америке: Канада и США.

## Описание
Мелкие плодовые мушки-дрозофилиды (длина от 1,44 до 1,59 мм), тёмно-коричневые, почти чёрные. Дорсальная половина лба чёрная, вентральная половина лба коричневая; ноги и щупики жёлтые. Наружный парафизис латерально уплощён, с преапикальным дорсальным крючком, выступающим за вершину парафизиса, проксимальный шип перпендикулярен парафизису; внутренние парафизисы асимметричны, сильно склеротизированы, с 2 крючковидными лопастями, направленными латерально в противоположные. Эпандриум гениталий самцов не разделен медиально, вентральный край в этой области дискретный; вентральная треть эпандриума со сгруппированными волосками, одна линия волосков в линии, восходящей дорсально к вершине. Гипандриум простой, равномерной толщины, почти V-образный в вентральном виде.